# Post-rock
Post-rock-ul este un subgen muzical aparținând rock-ului alternativ și celui progresiv/psihedelic, caracterizat prin folosirea instrumentelor tipice muzicii rock, însă folosind ritmuri și pasaje texturate atipice genului. Formațiile post-rock adesea nu utilizează vocalul în piese.
Deși își are originea în scena underground și indie din anii 80/90 post-rock-ul sună diferit de indie rock.

## Origine
Termenul de post-rock este folosit pentru prima dată în 1975 de jurnalistul James Wolcott, într-un articol despre muzicianul Todd Rundgren, dar prinde cu adevărat înțeles în 1994, când criticul de muzică Simon Reynolds aplică termenul într-un review din revista Mojo pentru a descrie genul muzical surprins de formația Bark Psychosis în albumul lor de debut intitulat Hex. Acesta a folosit termenul pentru a descrie muzica care "folosește instrumentația rock cu scopuri non-rock, folosește chitările ca facilitatori ai timbrului și texturii mai degrabă decât pentru riff-uri sau power chords".

## Istorie
Post-rock-ul pare să fie influențat de Velvet Underground-ul de la sfârșitul anilor 60 și sound-ul lor "drone" de la acea vreme. Conform NME primul grup de post-rock ar fi Public Image Ltd cu al doilea album numit Metal Box (1979), unde formația abandonează sound-ul tipic rock în favoarea unor pasaje muzicale lungi și repetitive în paralel cu versurile criptice ale lui John Lydon.
În 1988 trupa de new-wave Talk Talk lansează albumul lor experimental Spirit Of Eden, iar în 1991 Slint lansează albumul lor influent Spiderland, albume care mai târziu sunt recunoscute drept surse principale ale nașterii fenomenului post-rock.
Folosit la început pentru a descria muzica grupurilor : Stereolab, Laika, Disco Inferno, Moonshake, Seefeel, Bark Psychosis și Pram, termenul de post-rock a ajuns să descrie după 1994 o varietate largă de muzică instrumentală cu influențe jazz/krautrock și o ușoară nuanță electronică.
Grupuri precum Cul de Sac, Tortoise, Labradford, Bowery Electric, Stars Of The Lid sunt recunoscuți ca fondatori ai scenei post-rock americane. Al doilea album Tortoise intitulat Millions Now Living Will Never Die (1996), a transformat grupul instant într-un post-rock "icon", urmand ca "sound"-ul acestui album să influențeze multe alte formații pe viitor, precum Do Make Say Think.